# Luna, la heredera
Luna, la heredera es una telenovela colombiana producida en 2004 por Caracol Televisión.
Protagonizada por Gaby Espino y Christian Meier y las participaciones antagónicas de Aura Cristina Geithner, Alejandro de la Madrid, Andrea López y Julio César Luna, así como la actuación especia de la primera actriz Vicky Hernández. Está basada en la novela La pantera. Su audiencia promedio fue de 10,0 de rating y 46,7 de share
En febrero de 2017, regresó a Colombia por parte de la cadena Más Qué Entretenimiento, en sustitución de Dora, la celadora, esta vez en el horario de las 11:00 p. m. En mayo de 2017 fue trasladada de horario a las 6:00 p. m. sustituyendo a Por amor, siendo reemplazada en el horario de las 11:00 p. m. por la serie Criminal, el vengador. Su repetición finalizó el 14 de septiembre de 2017, emitiendo 120 episodios de una hora, y siendo sustituida por La guerra de las Rosas.

## Trama
Luna, la heredera es la historia de amor entre Luna, una joven de la costa que tiene que abandonar su casa y todo lo suyo por el homicidio de su madre, y Mauricio García, un hombre exitoso y apasionado que quiere cobrar venganza por su pasado.
Mauricio en medio de sus deseos de venganza, descubre que Esteban Lombardo, su peor enemigo, tiene intereses en las tierras que pertenecen a Luna para construir un complejo turístico, algo que Luna nunca permitiría. Mauricio entonces, decide ayudar a la madre de Luna para que no venda su terreno, sin pensar que el interés de Lombardo en las tierras era tal, que la mujer terminó muerta por negarse a venderlas. Luna queda sola y llena de rencor hacía Mauricio García, pensando que él es el culpable de todo lo que ha pasado.
Luna llega a la ciudad llena de dolor y decepción, donde conoce a Rodrigo Lombardo, quien se enamora profundamente de ella. Sin embargo, la joven guarda una distancia prudente con Rodrigo, por tener en su corazón y en su mente a Mauricio García debatiéndose entre el odio y el amor.
Mauricio descubre a Luna en la ciudad y quiere ayudarla, pero se da cuenta de que la mujer tiene un romance con Rodrigo Lombardo el hijo de su peor enemigo, Esteban Lombardo, y quien Mauricio piensa es el responsable de la muerte de la madre de Luna.
Luna gracias a los intereses de un diseñador con alma de mujer se convierte en modelo y amparada sin saberlo por el hombre que ocupa su corazón, pero no su razón, Mauricio García, triunfa en este mundo, siempre añorando regresar a su casa y descubrir quién fue el culpable de la muerte de su madre.
La historia de amor entre Luna y Mauricio atraviesa envidias, manipulaciones, cizañas y muchas pasiones… los dos se debaten entre el odio y un infinito amor, rodeado por muchos personajes, que por intereses oscuros, hacen todo lo posible para que ellos no estén juntos.

## Elenco
- Gaby Espino como Luna Mendoza Iparra / Maya Robles / Luna Heredera
- Christian Meier como  Mauricio García-Duque Olazábal
- Aura Cristina Geithner como  Daniela Lombardo Alonso
- Alejandro de la Madrid como Rodrigo Lombardo Villaverde
- Danilo Santos como Boris Urrea Macías
- Julio César Luna como Esteban Lombardo
- Andrea López como Paloma Lombardo Alonso
- Gustavo Angarita como Jacinto Mendoza
- Andrea Martínez como Camila Robles
- Liliana González de la Torre como Margarita
- Alina Lozano como Beatriz
- Jorge Herrera como Manuel
- Luis Fernando Salas como Carlos
- Carlos Wilfredo Agon como Mauricio Lombardo Villaverde
- Liliana Salazar como Mónica
- Fernando Solórzano como Danny
- Armando Gutiérrez como Ramiro
- Mauricio Jaramillo como Carlos
- Jimmy Vásquez como Lucio
- Brian Martinez como Jorge
- Saín Castro como Silvio
- Rita Bendek como Carlota Villaverde de Lombardo
- Marta Liliana Ruiz como Susana
- Naren Daryanani como Andrés
- Bianca Arango como Katia
- Alejandra Sandoval como Alicia García
- Aura Helena Prada como Elena
- Vicky Hernández como Doña Victoria
- Fernando Lara como Benito
- Gloria Montoya como Pilar
- Raúl Gutiérrez como Valencia
- Juan David Sánchez como Primo
- Didier van der Hove como Erick
- Carmen Marina Torres como Juventina
- David Escobar como Rodolfo
- Juan Carlos Arango como Ignacio

## Premios

### Premios Caracol
- Mejor Actor de Reparto: Fernando Solórzano

### Premios Mara de Oro
- Mejor Actriz Venezolana Protagónica en el Exterior: Gaby Espino
- Mejor Actor Protagónico Internacional: Christian Meier
- Mejor Actriz Internacional: Alina Lozano
- Mejor Actor Internacional: Alejandro de la Madrid

## Tema musical
Originalmente el tema musical de esta telenovela era "A gritos de esperanza" del cantante español Álex Ubago. Sin embargo, también tuvo otros temas musicales de acuerdo con cada país que se transmitía (por ejemplo en Venezuela, donde lo fue "Te doy mi amor" de la agrupación Bacanos).

## Versiones
La pantera fue una telenovela colombiana del año 1992 producida por Caracol Televisión y dirigida por Juan Carlos Villamizar. Protagonizada por María Eugenia Parra y Jairo Camargo y antagonizada por Alejandra Miranda.
La pantera fue la versión original de la telenovela 'Luna, la heredera' , esta versión (La Pantera) fue muy exitosa y muy recordada convirtiendo a sus protagonistas en figuras famosas.